# 은기 (그릇)

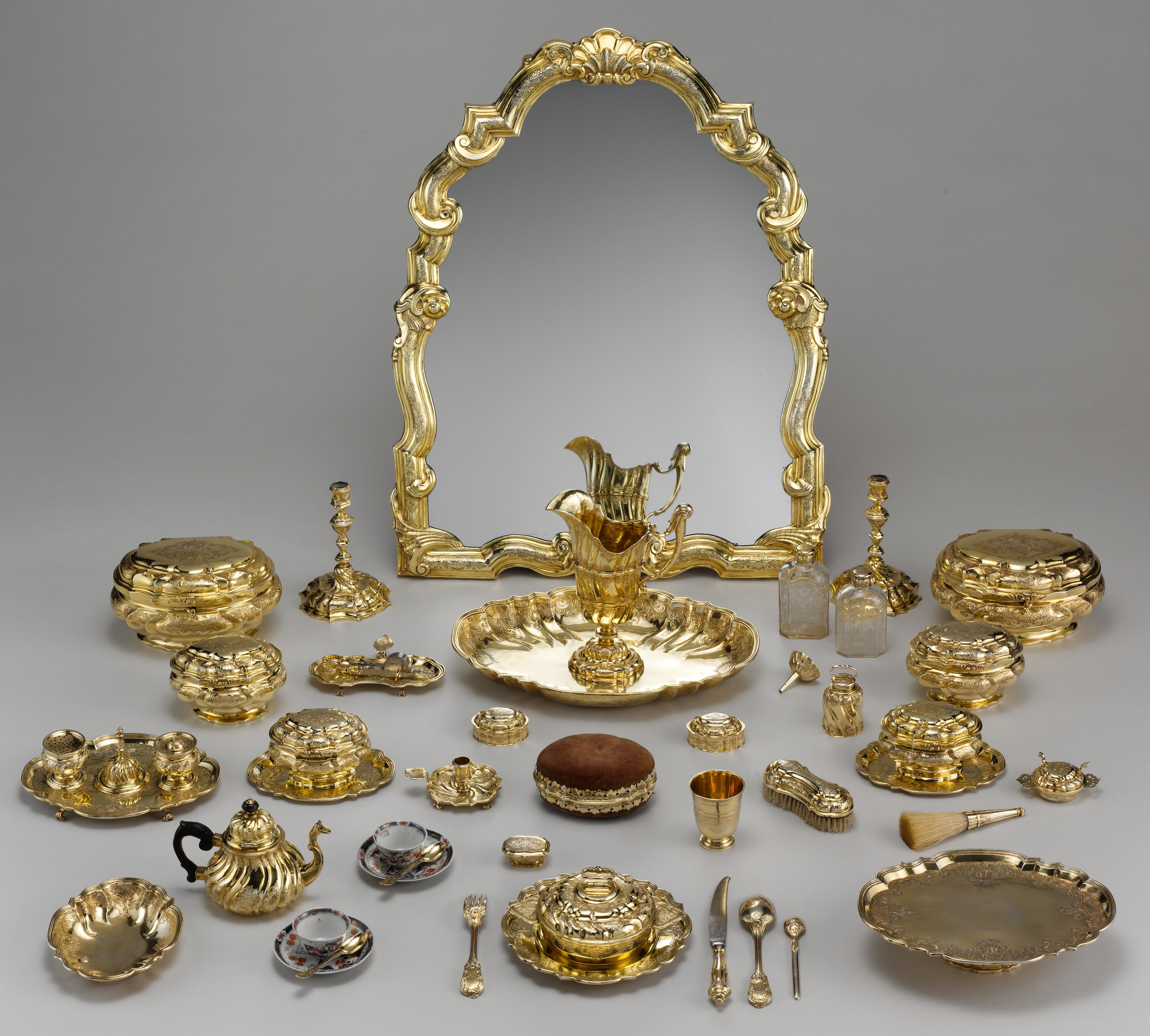
화장실 세트

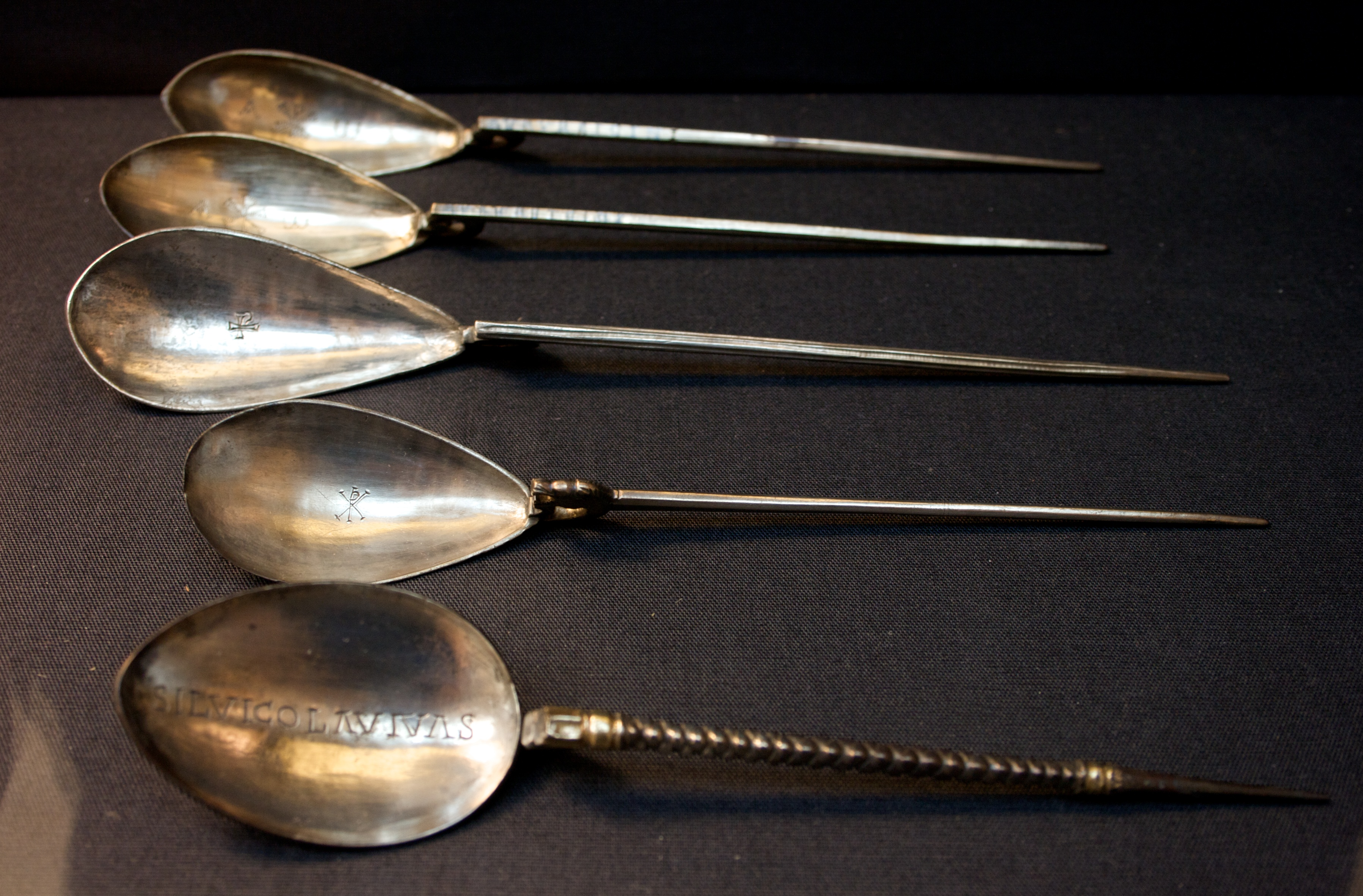
잉글랜드의 혹선의 퇴장화폐의 로마 후기 숟가락

은기(household silver)는 스털링 실버, 금은, 브리타니아 실버 또는 셰필드 은으로 만든 식기, 수저 및 기타 가정용품이 포함된다. 은은 때때로 세트로 구매되거나 결합되어 은촛대 세트나 은차 세트와 같은 세트를 형성한다.
역사적으로 은제품은 식사용 은제품과 침실 및 탈의실용 은제품으로 구분되었다. 후자의 가장 큰 형태는 일반적으로 10-30개의 조각으로 이루어진 화장실 서비스였으며, 종종 은도금을 입혔는데, 이는 특히 1650년부터 1780년경까지의 기간의 특징이었다.

## 같이 보기
- 커틀러리
- 티파니 (기업)